# Ad Douiem

Localização do distrito

Ad Douiem é um dos quatro distritos do estado de An-Nil al-abyad, no Sudão.